# Rieggersbach
Der Rieggersbach ist ein linker Zubringer zur Zwettl westlich von Zwettl in Niederösterreich.
Der Rieggersbach, der auch Saugraben genannt wird, entspringt südlich von Unterwindhag und fließt danach in Richtung Süden ab, wo er sogleich den namensgebenden Ort Rieggers passiert. Bedeutende Zuflüsse sind der Rieggersgraben und der Boschengraben, die beide unterhalb von Rieggers von links einmünden. Der Rieggersbach fließt östlich an Negers vorüber und auf Schickenhof zu, wo er südlich bei der Roblmühle von links in die Zwettl mündet. Sein Einzugsgebiet beträgt 14,7 km² das teilweise offene Landschaft umfasst.